# Tiefenbach (Neckar, Nürtingen)
Der Tiefenbach ist ein Bach im Landkreis Esslingen im mittleren Baden-Württemberg, der nach einem fast 13 Kilometer langen Lauf ungefähr nach Nordwesten in der Stadt Nürtingen von rechts in den Neckar mündet, wo er gewöhnlich Saubach genannt wird.

## Geographie

### Verlauf
Der Tiefenbach entspringt auf etwa 620 m ü. NHN am Nordabfall der Bassgeige, eines Nordsporns des Albtraufs, im Owener Gewann Allmend wenige Meter unterhalb der Waldgrenze. Auf etwas mehr als seinem ersten Kilometer fließt er nördlich bis nordöstlich hangabwärts und passiert dabei die etwa 200 m links stehenden Owener Berghöfe. Nachdem er die L 1210 Beuren–Owen nahe am Abzweig der in der Folge ihn bis Nürtingen hinein begleitenden Talstraße K 1243 unterquert hat, wendet er sich am Gewann Wiesenhalde auf etwa 430 m ü. NHN auf nun lange nordwestlichen Lauf. Bald nach diesem Richtungswechsel tritt er in ein großes Waldgebiet zwischen den Orten Owen im Südosten, Frickenhausen im Westen, Nürtingen im Nordwesten und Kirchheim unter Teck im Nordosten ein, das er meist gehölzbegleitet in einer Wiesenaue durchquert.

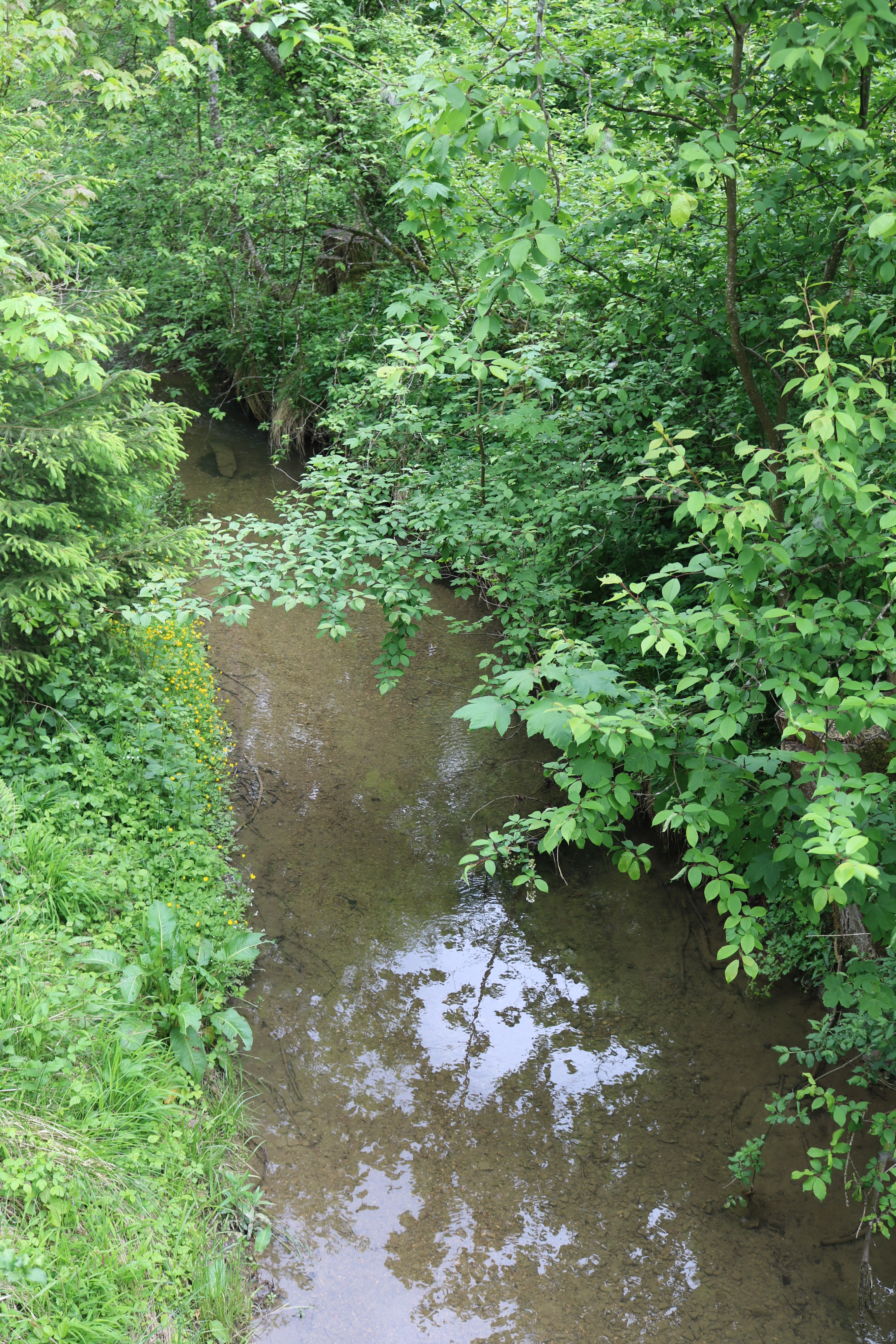
Tiefenbach bei Nürtingen

Auf diesem längsten Abschnitt laufen ihm nacheinander etliche Klingenbäche zu, die größten sind nacheinander der Preisenbach und der Blumentobelbach von links, der Seebach von rechts, der Schabenbach von links und der Heuscheuerbach von rechts. Wie schon zuvor, gibt es auf diesem Abschnitt nur wenig Besiedlung, nämlich den in einem Gebietsvorsprung Beurens über den Tiefenbach hinweg rechts am Lauf stehenden Sonnenhof sowie gegen Ende der Waldstrecke den links liegenden Lehrhof Tiefenbach, dazu wenige landwirtschaftlich genutzte Gebäude. Der hier 2 bis 5 Meter breite Bach windet sich natürlich durch die Aue, ist bis zu zwei Metern eingetieft und zeigt Uferabbrüche. Sein Wasser ist nach dem Zufluss des eine Deponie entwässernden Blumentobelbachs belastet.
Nach dem gegenüber dem Lehrhof mündenden Riedbach (!), der schon größtenteils außerhalb des Waldes verläuft, lässt der Tiefenbach zunächst rechts, etwas abwärts auch links den Wald hinter sich. Weniger als anderthalb Kilometer nach dem Lehrhof stehen die ersten, noch verstreuten Gebäude Nürtingens in der Talmulde. Schon durch geschlossenes bebautes Siedlungsgebiet Nürtingens mündet als letzter Zufluss von Osten her der Rietbach (!). Kurz vor dem Bahnhof Nürtingens schwenkt der Bach auf Westnordwestlauf durch erst in neuerer Zeit überbautes Gelände nördlich der Nürtinger Altstadt, unterquert dabei die Bahnstrecke Plochingen–Immendingen und verschwindet in einer Verdolung. Bei der Theodor-Eisenlohr-Sporthalle mündet er schließlich auf etwa 270 m ü. NHN von rechts in den oberen Neckar.
Der Tiefenbach mündet nach einem 12,9 km langen Lauf mit mittleren Sohlgefälle von ca. 27 ‰ etwa 350 Höhenmeter unterhalb seines Ursprungs. Über zwei Drittel der Höhendifferenz entfallen dabei auf das erste Viertel des Laufs.

### Einzugsgebiet
Der Tiefenbach entwässert ein 23,4 km² großes Gebiet, das naturräumlich gesehen bis auf einen dünnen südlichen Randstreifen auf dem Kamm der Bassgeige, die zum Albtrauf der Mittleren Kuppenalb gehört, zunächst und überwiegend im Vorland der mittleren Schwäbischen Alb liegt. Dieser größere Teil zerfällt in Anteile der streifenartig dem Albtrauf vorgelagerten Unterräume Neuffen-Vorberge bis zum Nordwestrand des großem Waldgebietes am Mittellauf sowie anschließend und weniger breit des Erms-Steinach-Albvorlandes, das bis ins bebaute Gebiet Nürtingens reicht. Dem folgt zum Neckar hin noch ein Anteil am Unterraum Nürtinger-Esslinger Neckartal des anschließenden Naturraums Filder bis zum Flussufer. Der mit 735,6 m ü. NHN höchste Punkt liegt an der Südgrenze auf einer kleinen, der Bassgeige aufgesetzten Kuppe.
Angrenzende Einzugsgebiete sind reihum:
- von der Mündung an aufwärts an der nördlichen und nordnordöstlichen Wasserscheide die des kurzen Oberboihinger Marbachs sowie dann das des größeren, im selben Ort mündenden Talbachs;
- jenseits der übrigen rechten Wasserscheide im Nordosten und Osten bis auf die Bassgeige hinauf entwässern kleinere Bäche zur großen Lenninger Lauter, die bei Wendlingen noch weiter abwärts als die zwei vorgenannten in den Neckar mündet;
- hinter der linken Wasserscheide fließt im Süden der Beurener Bach zur Steinach, die nur kurz vor dem Tiefenbach selbst in Nürtingen in den Neckar einfließt, der Gewässerzug aus den beiden verläuft im relevanten Bereich so nahe am Tiefenbach, dass ihm von der Scheide her nur sehr kurze Bäche zufallen. Weil die Einzugsgebiete der tiefer in der Alb entstehenden Flüsse Lauter und Steinach südlich der Bassgeige aneinanderstoßen, grenzt das des Tiefenbachs, anders als das der meisten am Albtrauf entstehenden größeren Gewässer, nirgends an die Europäische Hauptwasserscheide zur Donau.

### Zuflüsse
Hierarchische Liste der Zuflüsse von der Quelle zur Mündung. Gewässerlänge, Einzugsgebiet und Höhe nach den entsprechenden Layern auf der Onlinekarte der LUBW. Andere Quellen für die Angaben sind vermerkt. Auswahl.
Ursprung des Tiefenbachs auf etwa 620 m ü. NHN ca. 0,5 km südsüdöstlich über den Berghöfen von Owen am Nordabfall des Albtrauf-Sporns Bassgeige. Der Bach fließt anfangs etwas über einen Kilometer nordnordostwärts, wendet sich aber nach der Unterquerung der L 1210 Beuren–Owen auf recht beständigen Nordwestlauf, lange durch ein großes Waldgebiet in einer Wiesenaue, begleitet von der K 1243.
- Preisenbach, von links und Südsüdwesten auf 368,7 m ü. NHN[LUBW 6] aus dem Buttentobel (!), 2,0 km und 1,7 km². Entsteht auf etwa 480 m ü. NHN zwischen der L 1210 und dem Freilichtmuseum Beuren.
- Moosbach (oder doch Buttentobelbächle?[LUBW 7]) , von links und Südwesten auf etwa 364 m ü. NHN aus dem Moosbacher Wald von Beuren, 0,7 km und ca. 0,3 km².[LUBW 8] Entsteht auf etwa 328 m ü. NHN im Moosbacher Wald.
- (Bach zwischen Eichholz und Glockenstuhl), von rechts und Nordosten auf etwa 363 m ü. NHN wenig nach dem vorigen, 1,1 km und ca. 0,8 km².[LUBW 8] Entsteht auf knapp 430 m ü. NHN am Waldrand zum Flurgewann Vor dem Eichholz.
- (Bach aus dem Dettinger Gemeindewald), von rechts und Nordosten auf etwa 352 m ü. NHN an einer Wirtschaftswegbrücke, 1,0 km und ca. 0,7 km².[LUBW 8] Entsteht auf etwa 422 m ü. NHN in einem von einem Waldweg umlaufenen Beginn eines Klingenrisses.
- Blumentobelbach, von links und Südsüdwesten auf etwa 350 m ü. NHN am Beginn eines Waldriegels in der Wiesenaue, 2,0 km und 1,1 km². Entsteht auf etwa 447 m ü. NHN an einer landwirtschaftlichen Schuppenanlage im Wasen nördlich von Beuren.
  - Oberes Wiesenbächle, von links und Südwesten auf etwa 430 m ü. NHN verdolt in einer abgedeckten Deponie, 0,9 km und ca. 0,3 km².[LUBW 8] Entsteht auf etwa 450 m ü. NHN im Flurgewann Breitenlau. Etwa gleich lang und einzugsgebietsreich wie der Oberlauf des Blumentobelbachs bis zum Zusammenfluss.
- Trautenlaubächle, von links und Süden auf etwa 339 m ü. NHN am Ende des Waldriegels, 0,8 km und ca. 0,3 km².[LUBW 8] Entsteht auf etwa 405 m ü. NHN am oberen Waldrand seiner bewaldeten Klinge.
- Seewiesenbach, von rechts und Nordnordosten auf etwa 335 m ü. NHN am Sonnenhof von Beuren, 1,9 km und 1,9 km². Entsteht auf etwa 450 m ü. NHN im Dettinger Waldgewann Lehen.
  - (Anderer Oberlauf), von links und Nordosten auf 353,7 m ü. NHN[LUBW 6] etwa 0,8 km nordöstlich des Sonnenhofs, 1,0 km und ca. 0,5 km².[LUBW 8] Entsteht auf etwa 448 m ü. NHN in seinem Waldtal unter der Flurkuppe Käppele. Etwa gleich langer linker Oberlauf des Seewiesenbachs, der allerdings bis zur Zumündung schon ein ca. 0,9 km².[LUBW 8] großes Einzugsgebiet hat.
- Schabenbach, von links und Südwesten auf etwa 328 m ü. NHN gleich nach der Tiefenbachbrücke der Talstraße unterhalb des Sonnenhofs, 2,3 km und 1,8 km². Entsteht auf etwa 416 m ü. NHN im Lachenhau nordöstlich von Linsenhofen und durchläuft bis zum ersten Zufluss die Dobelteichklinge.
  - Lehenwaldbächle, von rechts und Südsüdosten auf etwa 365 m ü. NHN, 1,0 km und ca. 0,4 km².[LUBW 8] Entsteht auf etwa 440 m ü. NHN an einem Feldweg im Breitenlauh.
  - (Bach aus dem Hirschplan), von links und Südwesten auf 353,9 m ü. NHN[LUBW 6], 0,9 km und ca. 0,4 km².[LUBW 8] Entsteht auf etwa 420 m ü. NHN.
- (Bach aus dem Mönchstobel[LUBW 9]), von links und Südsüdwesten auf etwa 321 m ü. NHN an der Tiefenbachbrücke eines Wirtschaftswegs in den Tobelwald, 1,1 km und 0,6 km². Entsteht auf etwa 410 m ü. NHN am Jakobsbrunnen neben einer Waldwegsschlinge um den oberen Klingenriss des Bachs. Der Oberlauf stürzt über einen Wasserfall.
- Heuscheuerbach[LUBW 9], von rechts und Nordosten auf etwa 316 m ü. NHN an einer rechten Flurweitung mit Landwirtschaftsbauten darin, ca. 1,6 km[LUBW 10] und ca. 0,8 km².[LUBW 8] Entsteht auf etwa 435 m ü. NHN nahe an einer Forsthütte am Weg zur Fuchseiche. Ist am Ober- und Unterlauf unbeständig und hat mehrere unbeständige Zuflüsse.
- (Bach aus dem Roten Tobel), von links und Südwesten auf etwa 307 m ü. NHN gegenüber dem Kräuterbühl, ca. 0,9 km[LUBW 10] und ca. 0,5 km².[LUBW 8] Entsteht auf etwa 365 m ü. NHN an einem sich um den oberen Klingenriss biegenden Waldweg. Unbeständig, mit kürzerem rechten Oberlauf.
- (Bach aus der Bettelmannsklinge), von rechts und Ostnordosten auf etwa 304 m ü. NHN gegenüber dem Lehrhof Tiefenbach, ca. 1,5 km[LUBW 10] und ca. 0,7 km².[LUBW 8] Entsteht auf etwa 362 m ü. NHN westlich unter der Fuchseiche nahe einer Feldweggabel. Unbeständig, mit kleineren Nebenklingen.
- Riedbach (!), von rechts und am Unterlauf Nordosten auf etwa 300 m ü. NHN nach dem Lehrhof Tiefenbach, ca. 2,9 km[LUBW 10] zusammen mit dem linken, nordwestlich laufenden Oberlauf aus der Tiefen Klinge und ca. 2,1 km².[LUBW 8] Entsteht auf etwa 413 m ü. NHN wenig nördlich unter der Fuchseiche.
- Rietbach (!), von rechts und Osten auf etwa 279 m ü. NHN im südöstlichen Nürtingen, 2,3 km und 1,3 km². Entspringt auf etwa 378 m ü. NHN wenig westlich von Nürtingen-Reudern.

Mündung des Tiefenbachs von rechts und zuletzt etwa Ostsüdosten auf ca. 270 m ü. NHN in Nürtingen bei der Theodor-Eisenlohr-Sporthalle von rechts und Ostsüdosten in den Neckar. Der Tiefenbach ist 12,9 km lang und hat ein 23,4 km² großes Einzugsgebiet.

### Orte und Kommunen
Orte am Lauf mit ihren Zugehörigkeiten. Nur die Namen tiefster Schachtelungsstufe bezeichnen Siedlungsanrainer:
- Landkreis Esslingen
  - Stadt Owen
    - Berghöfe, (Siedlungsplatz mit Abstand links)

  - Gemeinde Beuren
    - (zunächst siedlungsloser linker Gewässeranlieger)

  - Gde. Dettingen unter Teck
    - (siedlungsloser rechter Gewässeranlieger)

  - Gemeinde Beuren
    - Sonnenhof (Wohnplatz), rechts, in bachquerendem Gemeindezipfel

  - Stadt Nürtingen
    - Lehrhof Tiefenbach (links)
    - Nürtingen

Im Einzugsgebiet liegt außer den am Gewässer selbst liegenden Orten nur allein noch der Südrand des Nürtinger Stadtteils Reudern. An ihm hält auch die Gemeinde Frickenhausen im selben Landkreis noch einen Gebietsanteil in Gestalt eines bewaldeten schmalen Keils längs des Schabenbachs, der gegenüber dem Sonnenhof kurz vor dem linken Ufer des Tiefenbachs selbst endet.

## Geologie
Im Einzugsgebiet des Tiefenbachs stehen mesozoische Schichten vom Unteren Massenkalk des Weißjuras auf dem Albtrauf bis hinunter zum Knollenmergel (Trossingen-Formation) des Mittelkeupers in der Nürtinger Innenstadt an. Der Bach beginnt seinen Lauf in Weißjura-Schutt und -Fließerden am Hang der Bassgeige, wechselt aber bald in den Braunjura, dessen Wedelsandstein im Bereich seines Oberlauf-Richtungswechsels kurz durchläuft, um dann das große Waldgebiet mit seinen Hügeln in der Achdorf-Formation und dem Opalinuston zu durchqueren, wo seine Wiesenaue größtenteils schon auf geologisch viel jüngeren Auenlehm liegt. Am Ende seiner Waldstrecke setzt dann die Zone des Schwarzjuras ein. Der Keuper beschränkt sich auf den Bereich der Nürtinger Innenstadt; die Altstadt ist auffälligerweise auf einem kleinen Hügel zwischen Tiefenbach und Steinach mit Knollenmergel-Hängen und einer Schwarzjura-Deckschucht errichtet.
Kurz vor dem Rand der bebauten Stadt quert eine Störungslinie des Tal von Südwesten nach Nordosten, deren Hochscholle anscheinend flussabwärts liegt.
Der Tiefenbach fließt im Gebiet des im Miozän aktiven Schwäbischen Vulkans, von dem einige durchs damalige Deckgestein durchgeschlagene Schlote oder nicht durchgeschlagene „Vulkanembryos“ heute noch als Härtlinge an der Morphologie erkennbar sind oder aber sich anhand geomagnetischer Anomalien im Untergrund lokalisieren lassen. Auffällig ist etwa der Beurener Fels an der Westspitze der Bassgeige über Beuren, an dessen Unterhang früher Basalt abgebaut wurde, die nahen kleinen Kuppen Spitzberg und Engelberg nördlich von Beuren, die kleine Rundlingskuppe Kräuterbühl am Wald unmittelbar rechts der Aue etwas vor dem Lehrhof Tiefenbach. Demgegenüber fallen der ein Wasserreservoir tragende Bol am Südrand von Reudern und ein weiterer, ihm naher Vulkanembryo morphologisch kaum auf. Insgesamt nehmen die vulkanisch beeinflussten Stellen nur einen winzigen Teil des Einzugsgebietes ein.

## Natur und Schutzgebiete
Fast das gesamte obere Einzugsgebiet des Tiefenbachs bis hinab zur Gemeindegrenze von Frickenhausen linksseits und der Stadtgrenze Nürtingens rechtsseits des Laufes nahe dem Sonnenhof gehört verschiedenen Landschaftsschutzgebieten an, deren Grenzen oft den Gemeindegrenzen folgen. Abwärts davon liegt weiterhin fast das gesamte Offenland – zunächst die Wiesenaue zwischen den noch folgenden Waldgebieten links und rechts und dann ab deren Ende am Lehrhof Tiefenbach wieder das Einzugsgebiet in ganzer Breite bis nahe an die Bebauungsränder von Nürtingen und Reudern – im Landschaftsschutzgebiet Gebiete um Nürtingen und Reudern.
Der Basalttuff-Steinbruch am Beurener Fels sowie drei der fünf Vulkanembryos im Einzugsgebiet sind Naturdenkmale, ebenso einige Gewässerränder und Feuchtgebiete sowie eine über 0,7 km lange Lindenallee neben der Talstraße abwärts des Lehrhofs Tiefenbach. Der Tiefenbach mündet im bebauten Gebiet Nürtingen in einem Zipfel des Wasserschutzgebietes Hochwiesen, das jedoch größtenteils auf der anderen Neckarseite liegt.

### LUBW
Amtliche Online-Gewässerkarte mit passendem Ausschnitt und den hier benutzten Layern: Lauf und Einzugsgebiet des Tiefenbachs

Allgemeiner Einstieg ohne Voreinstellungen und Layer: Daten- und Kartendienst der Landesanstalt für Umwelt Baden-Württemberg (LUBW) (Hinweise)
1. 1 2 3  Höhe nach dem Höhenlinienbild auf dem Hintergrundlayer Topographische Karte.
2. 1 2  Länge nach dem Layer Gewässernetz (AWGN).
3. 1 2 3  Einzugsgebiet aufsummiert aus den Teileinzugsgebieten nach dem Layer Basiseinzugsgebiet (AWGN).
4. 1 2  Höhe nach schwarzer Beschriftung auf dem Hintergrundlayer Topographische Karte.
5. ↑  Einzugsgebiet nach dem Layer Basiseinzugsgebiet (AWGN).
6. 1 2 3  Höhe nach blauer Beschriftung auf dem Hintergrundlayer Topographische Karte.
7. ↑  Nach den Layern Gewässernetz (AWGBŃ) und Gewässername heißt der Bach Buttentobelbächle, der Hintergrundlayer Topographische Karte lässt ihn unbeschrift. (Stand 16. Mai 2018) Das Meßtischblatt 7422 Dettingen a. d. Erms von 1930 beschriftet ihn mit Moosb. Da der vorigen Zufluss einen Buttentobel durchläuft und dieser hier den Moosbacher Wald, liegt wohl ein modernes Versehen vor und der älteren Karte ist eher zu trauen.
8. 1 2 3 4 5 6 7 8 9 10 11 12 13  Einzugsgebiet abgemessen auf dem Hintergrundlayer Topographische Karte.
9. 1 2  Name nach dem Layer Biotop.
10. 1 2 3 4  Länge abgemessen auf dem Hintergrundlayer Topographische Karte.
11. ↑  Nach dem Layer Naturdenkmal müsste der Kräuterbühl vielmehr eine Kuppe bei Raidwangen westlich des Einzugsgebietes sein. Diese Kuppe ist auf dem Hintergrundlayer Topographische Karte jedoch mit Bol beschriftet (Namensbruder, nicht gleich dem Reuderner Bol!), während an der auf der Topographischen Karte tatsächlich mit Kräuterbühl beschriftete Kuppe rechts der Tiefenbach-Aue – nach Mapserver des Landesamtes für Geologie, Rohstoffe und Bergbau (LGRB) (Hinweise) – inselförmig Basalttuff vorkommt.
12. ↑  Schutzgebiete nach den einschlägigen Layern, Natur teilweise nach dem Layer Biotop.

### Andere Belege
1. 1 2  „Der Saubach trat 1926 über die Ufer“, Artikel der Nürtinger Zeitung vom 25. Juni 2016
2. ↑  Hansjörg Dongus: Geographische Landesaufnahme: Die naturräumlichen Einheiten auf Blatt 171 Göppingen. Bundesanstalt für Landeskunde, Bad Godesberg 1961. → Online-Karte (PDF; 4,3 MB)
3. ↑  Geologie nach den Layern zu Geologische Karte 1:50.000 auf: Mapserver des Landesamtes für Geologie, Rohstoffe und Bergbau (LGRB) (Hinweise)